# Fallen Leaves
Fallen Leaves è un singolo del gruppo musicale canadese Billy Talent, pubblicato nel 2007 ed estratto dall'album Billy Talent II.

## Tracce
- Download digitale

1. Fallen Leaves - 3:19

## Formazione
- Benjamin Kowalewicz - voce
- Ian D'Sa - chitarra
- Jonathan Gallant - basso
- Aaron Solowoniuk - batteria